# Mike Penders
Mike Louis Penders (Maasmechelen, 31 de julho de 2005) é um futebolista belga que atua como goleiro. Atualmente joga no Strasbourg, emprestado pelo Chelsea.

## Carreira

### Genk
Penders começou na base do Boorsem Sport e do Bregel Sport, antes de se transferir para a academia do Genk em 2018.
Em 30 de abril de 2021, ele assinou seu primeiro contrato com o Genk. Em 25 de maio de 2022, ele renovou seu contrato até 2025.
Na temporada 2022-23, ele foi promovido ao time reserva do Jong Genk. Ele fez sua estreia na vitória por 4 a 1 contra o Lierse.
Em 23 de agosto de 2023, ele renovou seu contrato até 2028. Ele foi nomeado capitão do Jong Genk na temporada 2023-24.
Após a saída de Maarten Vandevoordt e a lesão de Hendrik Van Crombrugge, Penders fez sua estreia profissional com o time principal do Genk em um empate de 0 a 0 na Jupiler Pro League contra o Standard de Liège em 28 de julho de 2024. Com 18 anos e 363 dias, ele foi o terceiro goleiro mais jovem a estrear na história da liga.

### Chelsea
Em 27 de agosto de 2024, foi anunciado que Penders se juntaria ao Chelsea, clube da Premier League, no verão de 2025. O valor gira em torno de 17 milhões de libras. Penders recebeu a camisa número 39.

#### Empréstimo ao Strasbourg
No dia 28 de julho de 2025, Penders foi emprestado ao Strasbourg, da Ligue 1, por um ano.

## Seleção Belga
Penders é um jogador da seleção juvenil da Bélgica. Em 2023, foi convocado para a seleção belga sub-19, onde atuou como capitão.

## Títulos
Chelsea
- Mundial de Clubes FIFA: 2025[19]